# Cyane Catena
Cyane Catena una formació geològica del tipus catena del quadrangle Arcadia de Mart, situat amb coordenades planetocèntriques a 37.91 ° latitud N i 242.27 ° longitud E. Té un diàmetre de 204.06 km i va rebre el nom de la característica clàssica d'albedo Cyane Fons. El nom va ser fet oficial per la UAI l'any 1985. El terme "Catena" fa referència a una cadena de cràters.